# St. Alban (Steinheuterode)

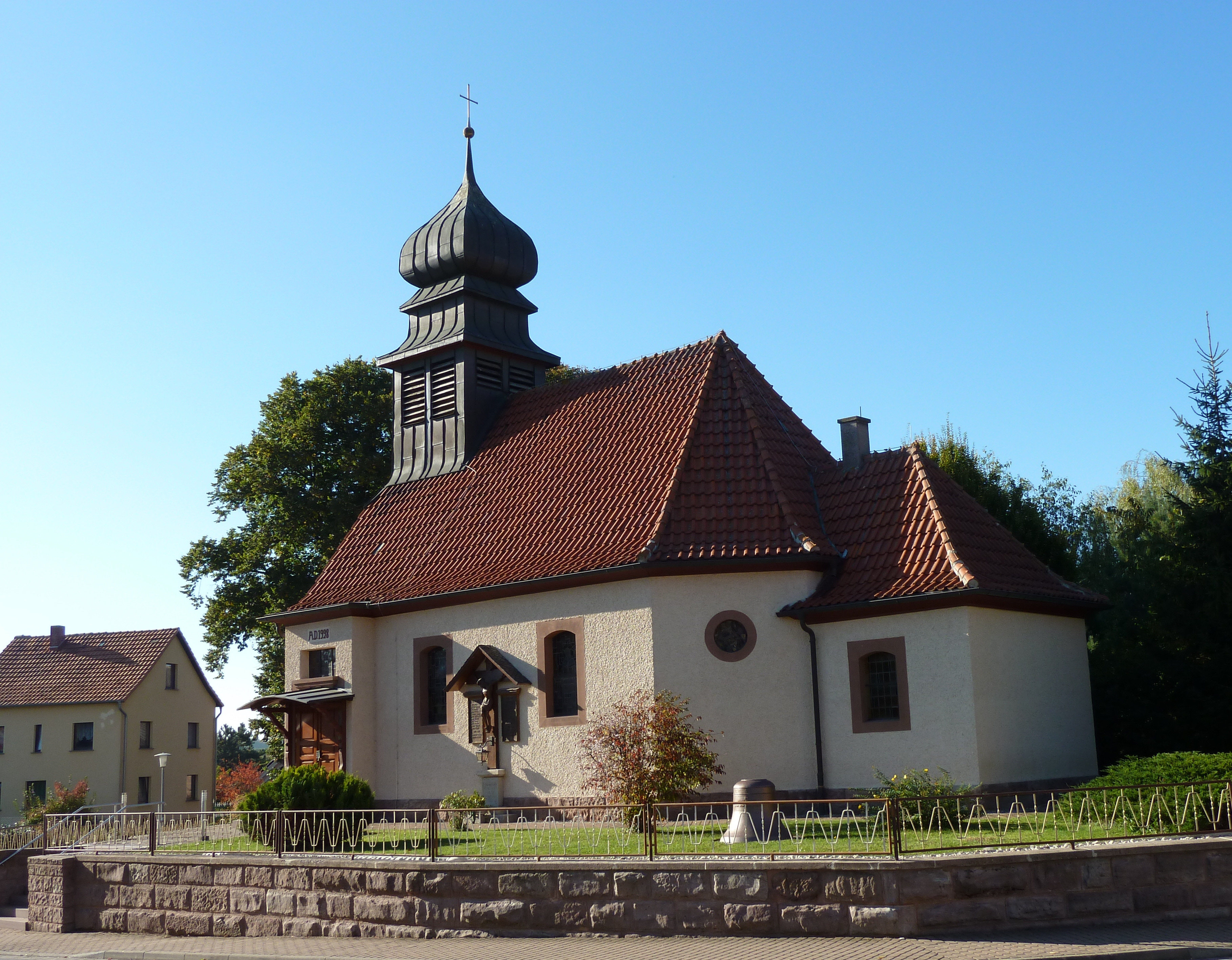
Dorfkirche St. Alban

Die römisch-katholische Filialkirche St. Alban steht in Steinheuterode in der Landgemeinde Uder im thüringischen Landkreis Eichsfeld. Sie ist Filialkirche der Pfarrei St. Jakobus der Ältere Uder im Dekanat Heiligenstadt des Bistums Erfurt. Sie trägt das Patrozinium des heiligen Alban von Mainz.

## Geschichte
Nach der Reformation wurde vermutlich im Jahre 1576 die erste katholische Kirche erbaut.
1928 wurde die neue Dorfkirche an der Stelle einer älteren, kleineren und baufälligen Kirche gebaut.

## Architektur
Sie ist innen 17 Meter lang und 9,50 Meter breit.

## Ausstattung
Kreuzweg und Hochaltar stammen aus der Barockzeit. Das Altarbild zeigt die Aufnahme Mariens in den Himmel und soll aus dem Kloster Reifenstein stammen.